# 鄣吴镇
鄣吴镇是中华人民共和国浙江省湖州市安吉县下辖的一个镇。

## 行政区划
鄣吴镇下辖以下村级行政区划单位：
玉华村、景坞村、民乐村、上吴村、上堡村和鄣吴村。

## 吴昌硕故居

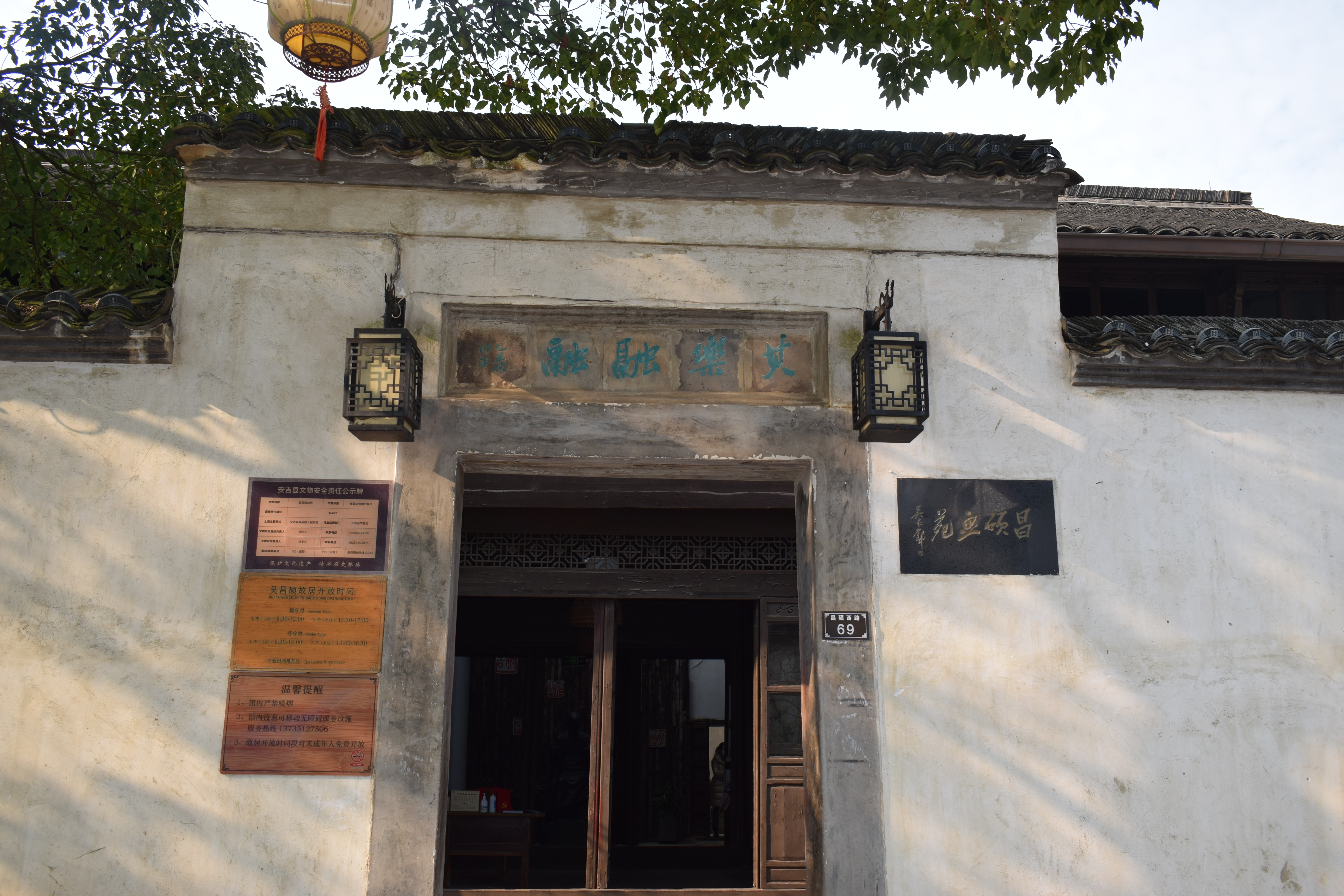
吴昌硕故居大门

2011年1月7日，吴昌硕故居（含故居、修谱大屋、木门楼）公布为第六批浙江省文物保护单位。